# Coran bleu de Kairouan
Le Coran bleu de Kairouan (arabe : المصحف الأزرق soit al-Muṣḥaf al-′Azraq, littéralement « le manuscrit bleu ») est un Coran daté de la fin du IXe siècle ou du début du Xe siècle. Réunissant plusieurs volumes à l'origine, il doit son nom à sa teinture à l'indigo et constitue sans doute l'une des œuvres les plus célèbres des arts de l'Islam.
La plus grande partie du manuscrit se trouve en Tunisie, au musée national du Bardo et au musée national d'art islamique de Raqqada, les quatre premiers jûz se trouvant dans des collections privées et des musées à travers le monde.

## Histoire
L'usage du parchemin, en dépit d'un coût élevé, est répandu dans l'Afrique du Nord médiévale, tant pour les ouvrages sacrés que profanes, en particulier les ouvrages scientifiques.
Des opinions divergentes existent sur les origines du Coran bleu. Il semble que le manuscrit est copié au début du Xe siècle, probablement en tant que dotation pour la bibliothèque de la grande mosquée de Kairouan, où il est conservé durant des siècles, avec d'autres Corans présentant les mêmes caractéristiques graphiques. Un chercheur anglais du début du XXe siècle suppose qu'il a été commandé par le calife abbasside Al-Ma'mūn, pour le mausolée de son père Hâroun ar-Rachîd, et que sa couleur était associée au deuil. Cependant, sur la base de preuves paléographiques et historiques, il aurait été commandé par la dynastie des Fatimides, qui règne à partir de Kairouan au cours de la première moitié du Xe siècle,. L'utilisation de l'alphabet consonantique confirme pour Jonathan Bloom une provenance ifriqiyenne.
Un inventaire des manuscrits de la grande mosquée de Kairouan, daté de 1292-1293 (693 de l'hégire), indique qu'il se divise alors en sept volumes. Toutefois, selon Mourad Ramah, des feuillets sont dérobés et mis en vente sous le protectorat français puis au milieu du XXe siècle. En 1967, un décret transfère le Coran bleu à la Bibliothèque nationale de Tunisie, à Tunis, avant son rapatriement au musée de Raqqada en 1983, avec le reste des collections de la bibliothèque de la grande mosquée de Kairouan.
Le 24 avril 2012, la maison Christie's met aux enchères un feuillet dont la valeur est estimée entre 350 000 et 600 000 dinars.

## Description

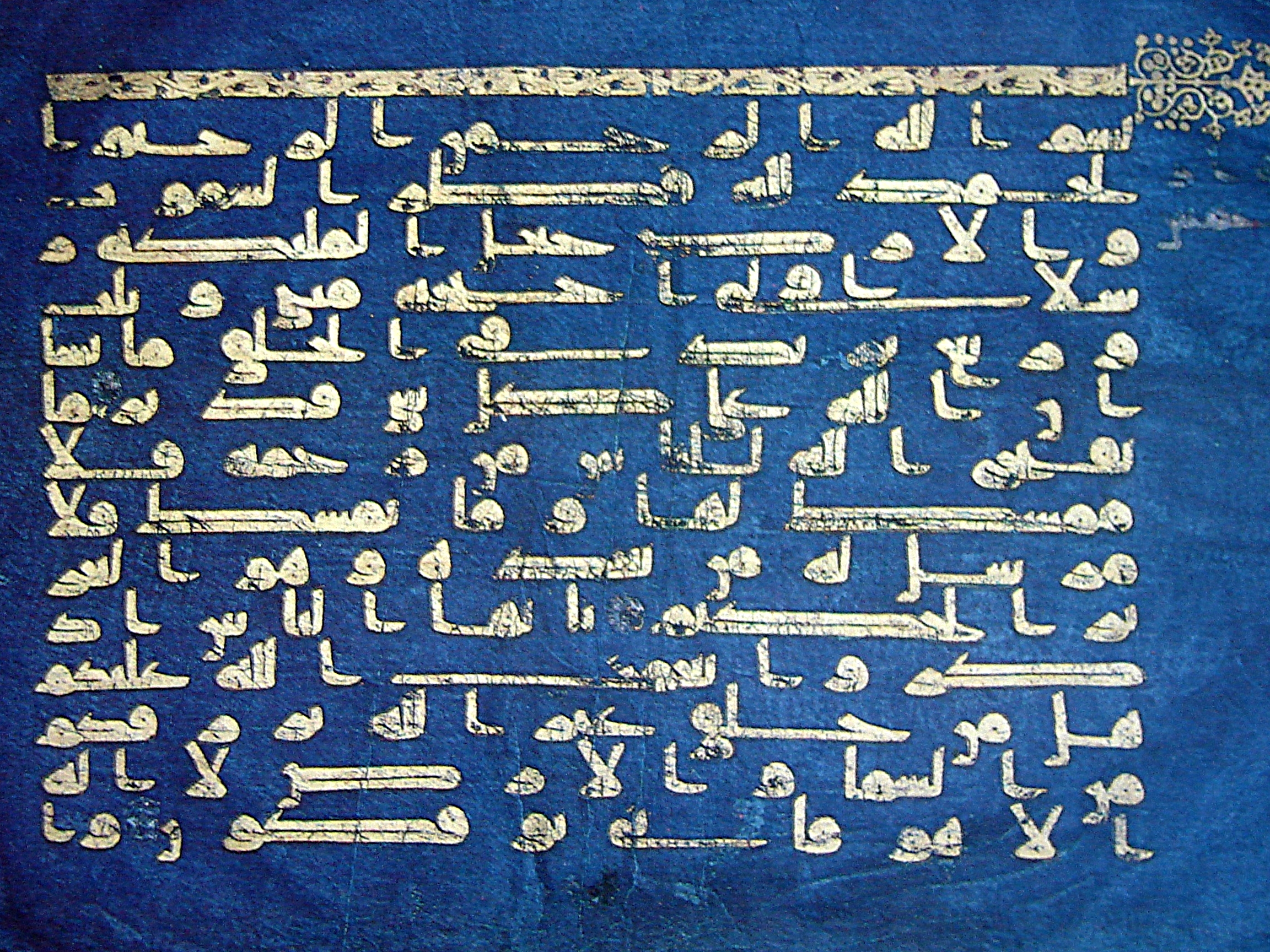
Feuillet du Coran bleu (sourate 35) conservé au musée du Bardo à Tunis.

Le parchemin en vélin est teint à l'indigo et à la garance, d'origine indienne ou égyptienne, avant d'être séché, technique présente tant chez les Omeyyades que chez les Abbassides et à Byzance.
Le texte est rédigé en calligraphie coufique angulaire et compacte, commune aux Corans de son époque et exécutée au moyen de la technique complexe et coûteuse de la chrysographie,, ce qui en fait une œuvre unique : l'encre n'est pas noire mais dorée, et argentée pour les rosettes qui séparent chaque groupe d'une vingtaine de versets (désormais oxydées), le nom des sourates, le nombre des versets et les hizb.
Les sourates se distinguent par une graphie dépourvue d'indication des voyelles mais comportant certains signes diacritiques,. Des césures sont insérées dans les mots pour placer des lettres isolées en début de ligne, créant un effet de colonne. Les sourates débutent par une bande dorée aux motifs floraux, ponctués de rouge et de bleu.
Le bleu symbolise le ciel et le doré, la lumière diffusée par la parole divine. Cette palette inhabituelle peut avoir été inspirée par les codex impériaux byzantins, teints en indigo ou pourpre, dans une tentative de les imiter et de surpasser leur richesse,. Elle peut aussi être en rapport avec la décoration bleue et or du mihrab de la Grande Mosquée de Cordoue en Espagne,.

## Localisation
Le musée du Bardo conserve depuis une date indéterminée trois feuillets et une double page ; 59 autres feuillets, demi-feuillets et fragments se trouvent au musée de Raqqada où ils ont été répertoriés et photographiés.
Une cinquantaine de pages se trouvent dans des collections privées, dont celles de l'Aga Khan et de Nasser David Khalili, et des musées, dont le Metropolitan Museum of Art et le Brooklyn Museum de New York, le musée d'Art du comté de Los Angeles, le musée des Beaux-Arts de Boston, la Bibliothèque Chester-Beatty de Dublin et le musée Tareq Rajab au Koweït.